# Ludwik Brisson
Ludwik Brisson (ur. 23 czerwca 1817 w Plancy-l’Abbaye, zm. 2 lutego 1908 tamże) – francuski Błogosławiony Kościoła katolickiego, założyciel Oblatek i Oblatów św. Franciszka Salezego.

## Życiorys
Ludwik Brisson urodził się w bardzo religijnej rodzinie. Miał głębokie nabożeństwo do Eucharystii i sakramentów. W 1831 roku wstąpił do niższego seminarium duchownego w Troyes, następnie do wyższego i 19 grudnia 1840 przyjął tam święcenia kapłańskie. Wkrótce został kapelanem i spowiednikiem sióstr wizytek w tym mieście. Następnie założył żeńskie Zgromadzenie Sióstr Oblatek św. Franciszka Salezego. Założył również w 1874 roku męskie Zgromadzenie Oblatów św. Franciszka Salezego. W 1903 roku z powodu prześladowań Kościoła we Francji musiał wyjechać z Troyes do swego rodzinnego miasta Plancy-l’Abbaye. W Plancy-l’Abbaye również pomagał młodzieży.
Zmarł 2 lutego 1908 roku, w dniu Ofiarowania Pana Jezusa w świątyni.
Został beatyfikowany 22 września 2012 roku przez Benedykta XVI.